# Ranunculus macropodioides
Ranunculus macropodioides är en ranunkelväxtart som beskrevs av John Isaac Briquet. Ranunculus macropodioides ingår i släktet ranunkler, och familjen ranunkelväxter. Inga underarter finns listade i Catalogue of Life.